# 新生児遺棄
新生児遺棄（しんせいじいき）は、出産後間もない新生児を公園やトイレなどに放置する行動を示す。母による殺害や死産の場合では傷害致死や保護責任者遺棄致死、死体遺棄となり、児童虐待研究では「嬰児殺」とも呼ばれる。日本では児童虐待死亡事例に0歳児の占める割合が高い。

## 概要
日本では児童虐待死亡事例に0歳児の占める割合が高い。長年にわたり、虐待死する子どもの半数以上が0歳児である。最新の統計では2023年で9人、この20年で185人の赤ちゃんが生後0日で亡くなったと報道されている。
トイレでの産み落とし遺棄事件も複数各地で起こっている。ごみ集積所でも2024年5月横浜市で男児の遺体が見つかっている。また自宅出産して遺体を押し入れなどに隠すこともある。複数の乳児遺体が発見される場合もあり同居家族は知らなかったと証言する例もある。
公園で死体を埋める事件も2025年8月に23歳母により大阪で、2019年11月に23歳母により東京都で、2022年11月に20歳母により横浜市などで起こっている。いずれも職業はアルバイトであった。中には県立高校生の男女が共謀して平塚市の空き地に埋めたケースもあった。
1970年代には鉄道駅などに設置されているコインロッカーに新生児が遺棄される事件（コインロッカーベイビー）が相次ぎ、2020年代にも同事件が起こっている。一方、現代では、生存した状態で「赤ちゃんポスト」とも証される2007年に開設された「こうのとりのゆりかご」や乳児保護施設に預けられることもある。

## 背景

### 妊婦を取り巻く環境と本人の特性
妊婦について、同居家族が無関心、同居家族への相談ができない、妊娠・出産についての知識不足や相談相手がおらず、相談先を知らないといった問題を抱えるケースが多いと指摘されている。こうのとりのゆりかごを運営する熊本市の慈恵病院の蓮田院長は、「内密出産」利用や産んだ子を殺害や遺棄する女性には、妊娠や出産を頑なに隠す共通点があり、虐待などで親子関係が悪く「孤立度」が高いと話す。現状では子どもの「出生を知る権利」より命が優先されるとしている。
望まない妊娠の背景には、知的障害・発達障害などによる性知識の不足と被害を訴えられない状況によって起こるケースもあり、国連からは障害者への性教育を巡っては、改善を求める勧告が出されている。
性風俗で働き、客から本番行為を強要され妊娠に至ったケースもある。

### 性教育の不備
性交と妊娠の関係が結びつかない子どももおり、人権の観点からの性教育の実施が予期しない妊娠防止と性被害の対策に必要と支援活動者は取材で語っている。2021年12月、千葉県のグループホームで知的障害の女性(25)が妊娠の知識無く出産し男児を窓から投げ捨て死亡させた。2019年12月には佐賀県で知的障害者の女性（25）が自宅で女児出産後、遺体を放置している。学校教育では2023年度から「生命の安全教育」が始まったが、1998年の学習指導要領に記載されている妊娠の過程を取り扱わない「歯止め規定」は存続している。

### 避妊方法の不確実性と緊急避妊薬入手困難
日本では、避妊の方法は男性のコンドームが75%で女性が使う経口避妊薬は6%にとどまり、日本では男性が行う避妊方法に偏っている。中絶では無く受精を起こさせない薬である緊急避妊薬が処方された女性1414人に処方理由を聞いたところ、「コンドームが破れた・外れた」が最多であり、次いで「コンドームをつけなかった」という理由が多かった。緊急避妊薬OTC化に関する医師に対するアンケートでは、回答者の90%が処方経験がありその理由（複数回答）の95.5%がコンドームの脱落・破損だった。同意のない性交が36.1%、性暴力32.1%も含まれていた。
諸外国で普及している妊娠を防ぐホルモンが含まれたスティックを皮下に埋め込む「避妊インプラント」、腹部などに貼るシール状の「避妊パッチ」、膣内に挿入する避妊リング、避妊注射なども日本では承認されていない。
ピルも月経困難症などに効果があることが知られ、かつオンライン診療開始により、利用者が倍増し2022年度に6.1％の普及率となったが、2006年カナダでは4割、2019年アメリカでは1割の普及率となっており諸外国に比べ低い。
2025年8月現在、あすか製薬の緊急避妊薬「ノルレボ」は、処方箋がなくても薬局などで購入できる「スイッチOTC医薬品」として厚生労働省に2024年6月に承認申請しているが承認時期未定となっている。

### 中絶のハードル
日本においては、母体保護法により中絶可能週数は22週までで、中絶の同意書には配偶者の同意者が必要である。未婚者の場合でもパートナーの合意を求める病院があり男性も交際相手の女性の中絶同意書に署名する責任がある。しかしこの制度は性暴行の加害者にも同意を求めなくては手術を行うことができない現状に繋がっているため弁護士から批判を浴びていた。
愛知県では連絡が取れなくなった胎児の父の中絶同意署名を求めるうちに中絶可能週数を経過し、公園のトイレで出産した21歳女性が子供を適切な医療措置を行わず死亡させ遺体をビニール袋に入れて遺棄した事件があり、女性が懲役3年、執行猶予5年の判決となった。
中絶手術を受けるのに配偶者の同意義務があるのは2022年時点絵世界でも11カ国のみであり、日本以外はシリア、イエメン、サウジアラビア、クウェート、赤道ギニア、アラブ首長国連邦、台湾、インドネシア、トルコ、モロッコとなっている。韓国は同意義務を2020年に廃止した。
カナダの非営利団体である「Women on Web」（WoW、ウィメン・オン・ウェブ）は、世界各地に中絶薬や緊急避妊薬を送付している。しかし日本においては2023年に国内で中絶薬であるメフィーゴパックが承認された。これにより代替薬が国内に存在することで他社製品含め、ミフェプリストンを含有する経口中絶薬については原則として医師による個人輸入も認められなくなったと厚生労働省の公式サイトに掲載されている。メフィーゴパックは、登録された指定医師の確認の下で使用するため、指定医師の指示に従って投与が必須となっている。

### 戸籍に出産の事実が掲載されることの忌避
特別養子縁組や内密出産を望む若い女性たちには、戸籍に子ども出生の事実が記載されることで自分や相手の「戸籍が汚れる」との感覚があるとの指摘がある。

### 父親の当事者意識の低さ
妊婦支援団体には、妊娠に悩む女性から妊娠を告げたら交際相手から逃げられたなど相手の行動で悩む相談が寄せられており、当事者意識の低さの指摘がある。また、雨宮処凛は妊娠させた男性側の責任が問われない問題点を指摘している。
アメリカでニューヨークタイムズベストセラーとなった、人気ブロガー、ガブリエル・ブレアによる「射精責任」は2023年に日本でも出版され大きな反響を呼んだ。同書で望まない妊娠は、男性が無責任に射精をした場合にのみ起きると説き、わずかな時間の快楽のために女性の人生を危険に晒す男性の行為は道ばたのタンポポくらいにありふれていると表現されている。これに対しジェンダー学の岡山大学の齋藤圭介准教授は、望まない妊娠の相手はどこに行ったのか、避妊に協力しない男の存在に焦点を当てたことに意義があると評した。本を読んだ一般男性へのインタビューでは、「なぜ避妊しないのか」という問いに対し、受け入れて欲しい、対等ではない関係がそもそもある、射精に「責任」なんて考えてことが無いなどの意見がでた。

## 外国人労働者
技能実習生の現場では介護利用者から体を触られたり、雇用主から性行為を強要されるなどの性暴力被害が発生している。
かつ、妊娠出産すると帰国されられるとの恐れから妊娠を隠すことがあり、ベトナム人技能実習生孤立出産事件では死産の子を室内に安置していたところ、死体遺棄したとの容疑で逮捕・起訴された事件も起こっている。そもそも母国では経口避妊薬、子宮内に入れる器具「IUD」手術や注射、腕に入れる避妊インプラントなど女性が選択できる避妊選択肢が多様にある一方、日本国内では男性用コンドーム一択である問題も指摘されている。
死産だった乳児を河川敷に遺棄し、2023年6月に逮捕されたベトナム人の父親もいる。日本の埋葬手続きなどは後に知ったと取材に答えている。
2024年2月には、介護施設で出産後に子を殺害した疑いで逮捕されたインドネシア国籍の19歳の技能実習生の母親は、刑事罰が適切として家裁から検察に送検された。同月、ベトナム国籍の技能実習生の技能実習生の母親（20）は、死産した男の赤ちゃんの遺体をビニール袋に入れ、ごみ箱に遺棄したとして、逮捕起訴された。監理団体などが何度も繰り返し「妊娠したら帰国させる」と聞いたという。しかしそれを口外しないようにとも指示されたと交際相手が証言した。

## 刑罰
死亡させる意図が無かった場合には、刑法第205条傷害致死や刑法第219条保護責任者遺棄致死が適用になる。
また、死体を公園などに埋めたり放置した際には刑法第190条死体遺棄が適用される。しかしベトナム人技能実習生孤立出産事件では最終的に無罪になったが、前述のとおり室内で死体を安置していたが遺棄に問われたことがあった。

## 対策

### 日本
NPO法人フローレンスは、2023年から京都にある第二足立病院を生活困窮者の出産費用を全て助成する「無料産院」とし、育てられない場合には特別養子縁組などを含め支援する活動を行っている。
母子ともに生活できる児童福祉施設の「母子生活支援施設」も各地にある。

### アメリカ
50の州すべてに出産直後に警察・消防などの安全な場所に預ければ母親は罪に問われない趣旨の法律、「セーフ・ヘイブン・ロー」がある。生みの母がレイプで妊娠し養子に出された経緯を持つ女性は、救急救命士となり、アメリカでは初めての「ベビーボックス」を設置した。この施設は2022年時点で7つの州の100か所以上に設置されている。なお、アメリカ・オハイオ州では2024年3月、1歳児を自宅に放置し恋人と10日間旅行に行き死亡させた母は、終身刑となった。

### 韓国
2023年には、病院で出産したが、その後出生届が出されていない子どもが2015年から2022年までの8年間に2000人以上に登ることが判明した。うち1000人は「ベビーボックス」で保護されていたが、冷蔵庫や山中に子の死体が遺棄されていたケースもあった。識者は家父長制社会の中で未婚の母の子育てが困難であること、生活困窮で情報弱者であり孤立している女性がいると指摘している。ワンストップ支援センターも整備されてきている。

### ドイツ
2000年に「赤ちゃんポスト」の近代版第1号がハンブルクに、その後リューベックとベルリンの病院に設置された。公式な数字の公表はない。国際的な慈善財団によると、2016年にドイツで報告された新生児の死亡事故は14件であるが、赤ちゃんポストの存在や匿名出産制度によってその数は減少していないという。

### フランス
妊娠中の検査と出産の無料受診は匿名が可能。出産時に子どもを認知せず養子に出せる匿名出産制度がある。避妊具、避妊薬も無料で入手が可能。中絶は匿名無料で行える。産後帰宅したら48時間以内に助産師等が自宅訪問を行う。子どもを殺した母に関するフランスの小児科医による分析では、自身の幼少期不適切養育により依存傾向・低い自己評価・孤立が見られるという。殺害した母は出産した子を人間と認識せずごみに捨てたケースが多いという。

## 支援団体など
- NPO法人フローレンス
- 慈恵病院
- 一般社団法人　全国にんしんSOSネットワーク